# Good Hope (Alabama)
Good Hope és una població dels Estats Units a l'estat d'Alabama. Segons el cens del 2000 tenia 1.966 habitants.

## Demografia
Segons el cens del 2000, Good Hope tenia 1.966 habitants, 764 habitatges, i 583 famílies. La densitat de població era de 102,3 habitants/km².
Dels 764 habitatges en un 35,5% hi vivien nens de menys de 18 anys, en un 62,2% hi vivien parelles casades, en un 11% dones solteres, i en un 23,6% no eren unitats familiars. En el 20,8% dels habitatges hi vivien persones soles el 6,3% de les quals corresponia a persones de 65 anys o més que vivien soles. El nombre mitjà de persones vivint en cada habitatge era de 2,57 i el nombre mitjà de persones que vivien en cada família era de 2,98.
Per edats la població es repartia de la següent manera: un 25,6% tenia menys de 18 anys, un 9,7% entre 18 i 24, un 30,7% entre 25 i 44, un 22,6% de 45 a 60 i un 11,3% 65 anys o més.
L'edat mediana era de 35 anys. Per cada 100 dones hi havia 96,8 homes. Per cada 100 dones de 18 o més anys hi havia 95,7 homes.
La renda mediana per habitatge era de 33.274 $ i la renda mediana per família de 39.063 $. Els homes tenien una renda mediana de 25.809 $ mentre que les dones 20.762 $. La renda per capita de la població era de 16.602 $. Aproximadament el 5,1% de les famílies estaven per davall del llindar de pobresa.

## Poblacions properes
El següent diagrama mostra les poblacions més properes.